# ريتشارد بارنز (سياسي كندي)
ريتشارد بارنز هو سياسي كندي، ولد في 15 مارس 1805، وتوفي في 3 سبتمبر 1846.